# Praia Norte
Praia Norte là một đô thị thuộc bang Tocantins, Brasil. Đô thị này có diện tích 289,052 km², dân số năm 2007 là 7060 người, mật độ 24,42 người/km².